# Alternative Press Music Award for Album of the Year
Der Alternative Press Music Award for Album of the Year, auf Deutsch „Alternative Press Music Award für das Album des Jahres“ ist ein Musikpreis, der seit 2014 bei den jährlich stattfindenden Alternative Press Music Awards verliehen wird. Ausgezeichnet werden die Alben, die von den Lesern des Musikmagazins Alternative Press für bedeutend in der alternativen Musikszene angesehen werden. Bisher erhielten drei Künstler jeweils eine Auszeichnung in dieser Kategorie.

## Hintergrund
Am 24. April 2014 verkündete das US-amerikanische Musikmagazin Alternative Press, welches sich auf Punk, Hardcore und deren Subgenres spezialisiert hat, die erstmalige Verleihung der Alternative Press Music Awards. Begründet wurde dies damit, „dass Alternative Press bereits seit 30 Jahren die führende Stimme in dieser Musik und dem Lebensstil sei und man nun endlich eine Macht habe, um diesen zu zelebrieren.“
Die erste Awardverleihung fand am 21. Juli 2014 im Rock and Roll Hall of Fame Museum in Cleveland, Ohio statt. Die Leser des Musikmagazins konnten zunächst in zwölf Kategorien für ihre Favoriten stimmen, welche zuvor vom Magazin nominiert wurden. Darunter befand sich auch die Kategorie für das Album des Jahres. Im ersten Jahr gewann die britische Band Bring Me the Horizon mit Sempiternal diese Auszeichnung. Im Folgejahr gewannen Black Veil Brides mit ihrem gleichnamigen vierten Album diesen Preis. 2016 erhielt das Duo twenty one pilots für Blurryface einen Skully in dieser Kategorie.

## Statistik
Die Auszeichnung ging bisher bei drei Verleihungen an drei verschiedene Künstler. Bring Me the Horizon, welche die Auszeichnung bei der ersten Awardvergabe gewannen, war die erste und zugleich die bisher einzige Band aus dem Vereinigten Königreich, der dies gelang. Die beiden anderen Preisträger, Black Veil Brides und twenty one pilots, kommen beide aus den Vereinigten Staaten.
Bring Me the Horizon sind neben Sleeping with Sirens die einzigen Künstler, welche bisher zweimal in dieser Kategorie nominiert wurden. Allerdings gewann Sleeping with Sirens bisher keine Auszeichnung in dieser Kategorie.

## Gewinner und Nominierte Künstler
| Jahr               | Künstler / Band      | Nationalität           | Werk              | Weitere nominierte Künstler | Bilder der Künstler        |
| ------------------ | -------------------- | ---------------------- | ----------------- | --- | -------------------------- |
| 2014 21. Juli 2014 | Bring Me the Horizon | Vereinigtes Königreich | Sempiternal       | - A Day to Remember – Common Courtesy - Avenged Sevenfold – Hail to the King - Black Veil Brides – Wretched and Divine: The Story of the Wild Ones - Fall Out Boy – Save Rock and Roll - Paramore – Paramore - Sleeping with Sirens – Feel - Touché Amoré – Is Survived By - The Wonder Years – The Greatest Generation                 | Bring Me the Horizon, 2009 |
| 2015 22. Juli 2015 | Black Veil Brides    | Vereinigte Staaten     | Black Veil Brides | - Beartooth – Disgusting - Circa Survive – Descensus - Every Time I Die – From Parts Unknown - frnkiero andthe cellabration – Stomaches - Gerard Way – Hesitant Alien - Issues – Issues - La Dispute – Rooms of the House - Linkin Park – The Hunting Party - Real Friends – Maybe This Place Is The Same And We're Just Changing       | Black Veil Brides, 2013    |
| 2016 18. Juli 2016 | twenty one pilots    | Vereinigte Staaten     | Blurryface        | - All Time Low – Future Hearts - August Burns Red – Found in Far Away Places - Bring Me the Horizon – That’s the Spirit - Knuckle Puck – Copacetic - The Maine – American Candy - Marilyn Manson – The Pale Emperor - Neck Deep – Life’s Not Out to Get You - Sleeping with Sirens – Madness - State Champs – Around the World and Back | twenty one pilots, 2016    |
| 2017 17. Juli 2016 | Pierce the Veil      | Vereinigte Staaten     | Misadventures     | - Andy Black – The Shadow Side - Architects – All Our Gods Have Abandoned Us - Attila – Chaos - Beartooth – Aggressive - Every Time I Die – Low Teens - I Prevail – Lifelines - Moose Blood – Blush - Tonight Alive – Limitless - Waterparks – Double Dare                                                                              |                            |